# Aubigny-Les Clouzeaux
Aubigny-Les Clouzeaux é uma comuna francesa na região administrativa do País do Loire, no departamento da Vendeia. Estende-se por uma área de 52.28 km². Em 2010 a comuna tinha 6 813 habitantes (densidade: 130,3 hab./km²).
Foi criada em 1 de janeiro de 2016, a partir da fusão das antigas comunas de Aubigny e Les Clouzeaux.